# Stanisław Steczkowski (oficer)

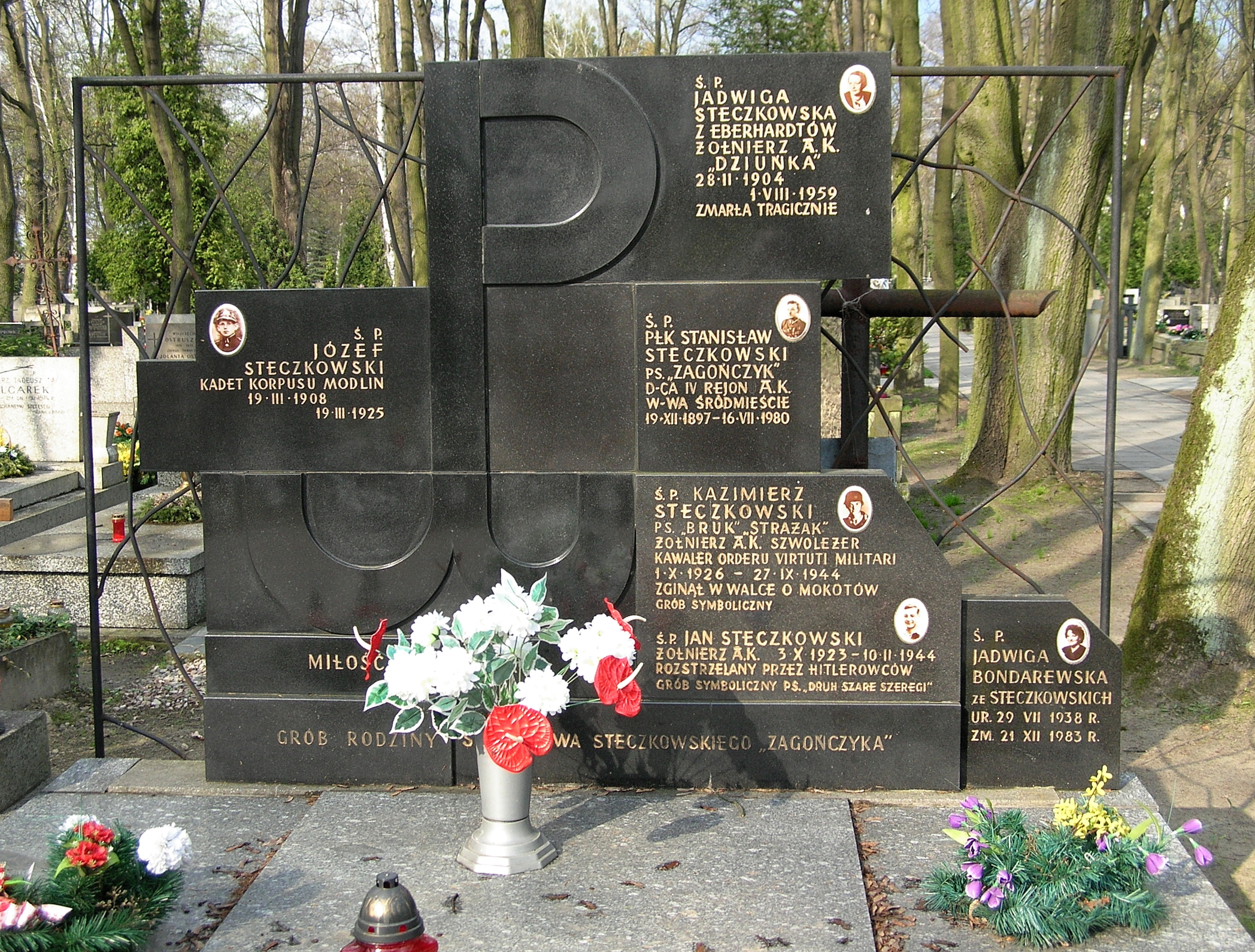
Grób Stanisława Steczkowskiego na Powązkach Wojskowych

Stanisław Wiktor Steczkowski ps. „Zagończyk” (ur. 19 grudnia 1897 w Stawiskach, zm. 16 lipca 1980 w Warszawie) – pułkownik Armii Krajowej, dowódca 4. Rejonu Obwodu Śródmieście w Warszawie. Uczestnik powstania warszawskiego.

## Życiorys
Syn Jana i Walentyny z domu Góreckiej. W listopadzie 1918 brał udział w rozbrajaniu Niemców w Stawiskach, w ramach POW. Podporucznik ze starszeństwem z dniem 1 czerwca 1919. Początkowo w 21 pułku piechoty. Uczestnik wojny polsko-bolszewickiej 1920. 
W latach 20. i 30. XX wieku służył w 6 pułku strzelców podhalańskich w Samborze. Porucznik ze starszeństwem z dniem 1 czerwca 1921 roku w korpusie oficerów piechoty. W 1934 ukończył Wydział Konsularny Szkoły Nauk Politycznych w Warszawie. Na stopień kapitana został mianowany ze starszeństwem z dniem 1 stycznia 1936 i 75. lokatą w korpusie oficerów piechoty. Następnie od 1938 oficer w 57 pułku piechoty wielkopolskiej na stanowisku komendanta powiatowego Przysposobienia Wojskowego Szamotuły. W kampanii wrześniowej 1939 roku, w stopniu kapitana, dowodził batalionem Obrony Narodowej „Szamotuły”. Brał udział w bitwie nad Bzurą.
W 1940 wstąpił do Polskiej Organizacji Zbrojnej, gdzie dowodził Obwodem Warszawa-Śródmieście. Po scaleniu POZ z Armią Krajową w 1942 powołano go w stopniu majora, na komendanta 4. Rejonu Obwodu Śródmieście. Funkcję tę pełnił również w trakcie powstania warszawskiego. Dowodził m.in. oddziałami śródmiejskimi, które przeprowadziły wspomagające uderzenie na pl. Żelaznej Bramy podczas nieudanej próby przebicia do Śródmieścia, podjętej przez obrońców Starówki (30/31 sierpnia). 20 września 1944 powołany na zastępcę dowódcy 15 pułku piechoty AK „Wilków”. Od 2 października awansowany na stopień podpułkownika.
Po kapitulacji powstania przebywał w obozach Lamsdorf, a następnie Oflagu II C Woldenberg. Do 1949 pracował w wojsku na terenie Szczecina, a następnie zamieszkał w Warszawie, gdzie pracował w Radzie Pamięci Walk i Męczeństwa.
Pochowany na Cmentarzu Wojskowym na Powązkach w Warszawie (kwatera B16-8-1/2).

## Rodzina
Jego brat ppor. Franciszek Steczkowski „Groźny” również walczył w powstaniu warszawskim w szeregach batalionu „Chrobry I” i został odznaczony Krzyżem Srebrnym Orderu Wojennego Virtuti Militari. Pozostali bracia: kpt. inż. Władysław Steczkowski – „Biały Orzeł” (dowódca oddziału AK w Stawiskach, odznaczony orderem Virtuti Militari) oraz Paweł Steczkowski „Długi” byli żołnierzami Armii Krajowej. Jego dwaj synowie (w wieku 21 i 17 lat) zginęli w powstaniu warszawskim.

## Ordery i odznaczenia
- Order Sztandaru Pracy II kl.[11]
- Krzyż Srebrny Orderu Wojennego Virtuti Militari (2 października 1944)[10][11] nr 12351[12]
- Krzyż Walecznych (trzykrotnie)[11]
- Złoty Krzyż Zasługi z Mieczami[11]
- Medal Niepodległości (16 marca 1937)[13]
- Srebrny Krzyż Zasługi (18 marca 1932)[14]
- Krzyż Partyzancki[11]
- Krzyż Legionowy[11]
- Sprawiedliwy wśród Narodów Świata w 1987[15]